# Microchilus brachyplectron
Microchilus brachyplectron är en orkidéart som först beskrevs av Guido Frederico João Pabst, och fick sitt nu gällande namn av Paul Ormerod. Microchilus brachyplectron ingår i släktet Microchilus och familjen orkidéer. Inga underarter finns listade i Catalogue of Life.